# Vladislav Blănuță
Vladislav Blănuță (Hîncești, 12 gennaio 2002) è un calciatore moldavo con cittadinanza rumeno, attaccante del FCU Craiova.

## Carriera

### Club
Nato a Hîncești in Moldavia, ha iniziato a giocare a calcio in Repubblica Ceca prima nelle giovanili del Slavoj Vyšehrad e quindi nello Slavia Praga. Nel gennaio 2012 torna in Moldavia al Petrocub Hîncești. Nel 2016 arriva in Romania al Regal Sport București e nel 2018 viene acquistato dal Rapid Bucarest. Nell'estate del 2019 viene prelevato dal Pescara che lo aggrega prima alla formazione under-18 e quindi nella formazione Primavera, con cui vince il girone B del Campionato Primavera 2 e la Supercoppa Primavera 2.
Il 27 dicembre 2020 esordisce nei professionisti giocando in Serie B nella sconfitta per 3-0 contro la Virtus Entella. La stagione successiva dopo aver disputato la prima parte della stagione nel Campionato Primavera 1, viene convocato per le partite della prima squadra. Gioca la prima partita nella vittoria per 3-1 contro la Viterbese. A fine stagione conta 5 presenze in Serie C ed una nei play-off.
Nell'estate 2022 viene girato in prestito al FCU Craiova che disputa la Liga I, massima divisione rumena. A giugno 2023 viene riscattato dal club di Craiova.
Nell'estate 2023 con la retrocessione del club nella seconda divisione viene girato in prestito all'U Cluj.

### Nazionale
Il 3 settembre 2021 esordisce con la Moldavia under-21 nella partita di qualificazioni al campionato europeo Under-21 2023.
Nel 2023 decide di accettare la convocazione per la Romania under-21 che arriva il 16 novembre 2023 per la partita valida per le qualificazioni al campionato europeo Under-21 2025

## Statistiche

### Presenze e reti nei club
Statistiche aggiornate 24 luglio 2025.
| Stagione           | Squadra            | Campionato         | Campionato | Campionato | Coppe nazionali | Coppe nazionali | Coppe nazionali | Coppe continentali | Coppe continentali | Coppe continentali | Altre coppe | Altre coppe | Altre coppe | Totale | Totale |
| Stagione           | Squadra            | Comp               | Pres       | Reti       | Comp            | Pres            | Reti            | Comp               | Pres               | Reti               | Comp        | Pres        | Reti        | Pres   | Reti   |
| ------------------ | ------------------ | ------------------ | ---------- | ---------- | --------------- | --------------- | --------------- | ------------------ | ------------------ | ------------------ | ----------- | ----------- | ----------- | ------ | ------ |
| 2020-2021          | Pescara            | B                  | 1          | 0          | CI              | -               | -               |                    | -                  | -                  |             | -           | -           | 1      | 0      |
| 2021-2022          | Pescara            | C                  | 5+1        | 1          | CI-C            | -               | -               |                    | -                  | -                  |             | -           | -           | 6      | 0      |
| Totale Pescara     | Totale Pescara     | Totale Pescara     | 7          | 0          |                 | -               | -               |                    | -                  | -                  |             | -           | -           | 7      | 0      |
| 2022-2023          | FCU Craiova        | L1                 | 8+2        | 1          | CR              | 2               | 0               |                    | -                  | -                  |             | -           | -           | 12     | 1      |
| 2023-2024          | FCU Craiova        | L1                 | 22+9       | 4+4        | CR              | 3               | 0               |                    | -                  | -                  |             | -           | -           | 34     | 8      |
| Totale FCU Craiova | Totale FCU Craiova | Totale FCU Craiova | 41         | 9          |                 | 5               | 0               |                    | -                  | -                  |             | -           | -           | 46     | 9      |
| 2024-2025          | U Cluj             | L1                 | 37         | 12         | CR              | 0               | 0               |                    | -                  | -                  |             | -           | -           | 37     | 12     |
| Totale carriera    | Totale carriera    | Totale carriera    | 85         | 21         |                 | 5               | 0               |                    | -                  | -                  |             | -           | -           | 90     | 21     |

### Cronologia presenze e reti in nazionale
| Cronologia completa delle presenze e delle reti in nazionale ― Moldavia under 21 | Cronologia completa delle presenze e delle reti in nazionale ― Moldavia under 21 | Cronologia completa delle presenze e delle reti in nazionale ― Moldavia under 21 | Cronologia completa delle presenze e delle reti in nazionale ― Moldavia under 21 | Cronologia completa delle presenze e delle reti in nazionale ― Moldavia under 21 | Cronologia completa delle presenze e delle reti in nazionale ― Moldavia under 21 | Cronologia completa delle presenze e delle reti in nazionale ― Moldavia under 21 | Cronologia completa delle presenze e delle reti in nazionale ― Moldavia under 21 |
| Data                                                                             | Città                                                                            | In casa                                                                          | Risultato                                                                        | Ospiti                                                                           | Competizione                                                                     | Reti                                                                             | Note                                                                             |
| -------------------------------------------------------------------------------- | -------------------------------------------------------------------------------- | -------------------------------------------------------------------------------- | -------------------------------------------------------------------------------- | -------------------------------------------------------------------------------- | -------------------------------------------------------------------------------- | -------------------------------------------------------------------------------- | -------------------------------------------------------------------------------- |
| 3-9-2021                                                                         | Chisinau                                                                         | Moldavia under 21                                                                | 0 – 2                                                                            | Bulgaria under 21                                                                | Qual. Europeo Under-21 2023                                                      | -                                                                                | 87’                                                                              |
| 12-11-2021                                                                       | Thun                                                                             | Svizzera under 21                                                                | 3 – 0                                                                            | Moldavia under 21                                                                | Qual. Europeo Under-21 2023                                                      | -                                                                                | 78’                                                                              |
| 16-11-2021                                                                       | Sofia                                                                            | Bulgaria under 21                                                                | 0 – 0                                                                            | Moldavia under 21                                                                | Qual. Europeo Under-21 2023                                                      | -                                                                                | 46’                                                                              |
| 29-3-2022                                                                        | Gibilterra                                                                       | Gibilterra under 21                                                              | 0 – 4                                                                            | Moldavia under 21                                                                | Qual. Europeo Under-21 2023                                                      | 2                                                                                | 79’                                                                              |
| 3-6-2022                                                                         | Chisinau                                                                         | Moldavia under 21                                                                | 0 – 3                                                                            | Paesi Bassi under 21                                                             | Qual. Europeo Under-21 2023                                                      | -                                                                                | 82’                                                                              |
| 8-6-2022                                                                         | Chisinau                                                                         | Moldavia under 21                                                                | 1 – 1                                                                            | Svizzera under 21                                                                | Qual. Europeo Under-21 2023                                                      | 1                                                                                | 77’                                                                              |
| 27-9-2022                                                                        | Baku                                                                             | Azerbaigian under 21                                                             | 0 – 0                                                                            | Moldavia under 21                                                                | Amichevole                                                                       | -                                                                                | Cap. 84’                                                                         |
| 24-3-2023                                                                        | Antalya                                                                          | Kosovo under 21                                                                  | 0 – 0                                                                            | Moldavia under 21                                                                | Amichevole                                                                       | -                                                                                | 46’                                                                              |
| 27-3-2023                                                                        | Antalya                                                                          | Austria under 21                                                                 | 4 – 0                                                                            | Moldavia under 21                                                                | Amichevole                                                                       | -                                                                                | 46’                                                                              |
| Totale                                                                           |                                                                                  | Presenze                                                                         | 9                                                                                |                                                                                  | Reti                                                                             | 3                                                                                |                                                                                  |

| Cronologia completa delle presenze e delle reti in nazionale ― Romania under 21 | Cronologia completa delle presenze e delle reti in nazionale ― Romania under 21 | Cronologia completa delle presenze e delle reti in nazionale ― Romania under 21 | Cronologia completa delle presenze e delle reti in nazionale ― Romania under 21 | Cronologia completa delle presenze e delle reti in nazionale ― Romania under 21 | Cronologia completa delle presenze e delle reti in nazionale ― Romania under 21 | Cronologia completa delle presenze e delle reti in nazionale ― Romania under 21 | Cronologia completa delle presenze e delle reti in nazionale ― Romania under 21 |
| Data                                                                            | Città                                                                           | In casa                                                                         | Risultato                                                                       | Ospiti                                                                          | Competizione                                                                    | Reti                                                                            | Note                                                                            |
| ------------------------------------------------------------------------------- | ------------------------------------------------------------------------------- | ------------------------------------------------------------------------------- | ------------------------------------------------------------------------------- | ------------------------------------------------------------------------------- | ------------------------------------------------------------------------------- | ------------------------------------------------------------------------------- | ------------------------------------------------------------------------------- |
| 17-11-2023                                                                      | Bucarest                                                                        | Romania under 21                                                                | 5 – 0                                                                           | Albania under 21                                                                | Qual. Europeo Under-21 2025                                                     | -                                                                               | 71’                                                                             |
| 21-11-2023                                                                      | Neuchâtel                                                                       | Svizzera under 21                                                               | 2 – 2                                                                           | Romania under 21                                                                | Qual. Europeo Under-21 2025                                                     | -                                                                               | 87’                                                                             |
| 6-9-2024                                                                        | Târgoviște                                                                      | Romania under 21                                                                | 1 – 0                                                                           | Azerbaigian under 21                                                            | Qual. Europeo Under-21 2025                                                     | -                                                                               | 68’ 89’                                                                         |
| 10-9-2024                                                                       | Tampere                                                                         | Finlandia under 21                                                              | 2 – 0                                                                           | Romania under 21                                                                | Qual. Europeo Under-21 2025                                                     | -                                                                               | 55’                                                                             |
| 11-10-2024                                                                      | Nikšić                                                                          | Montenegro under 21                                                             | 2 – 6                                                                           | Romania under 21                                                                | Qual. Europeo Under-21 2025                                                     | -                                                                               | 78’                                                                             |
| 4-5-2025                                                                        | Vorau                                                                           | Georgia under 21                                                                | 0 – 1                                                                           | Romania under 21                                                                | Amichevole                                                                      | -                                                                               | 46’                                                                             |
| 14-6-2025                                                                       | Bratislava                                                                      | Spagna under 21                                                                 | 2 – 1                                                                           | Romania under 21                                                                | Europeo Under-21 2025                                                           | -                                                                               | 77’ 84’                                                                         |
| Totale                                                                          |                                                                                 | Presenze                                                                        | 7                                                                               |                                                                                 | Reti                                                                            | 0                                                                               |                                                                                 |

## Palmarès

### Giovanili
- Campionato Primavera 2: 1

Pescara: 2020-2021 (girone B)
- Supercoppa Primavera 2: 1

Pescara: 2021